# Liuxu (köping i Kina, Guangxi)
Liuxu (kinesiska: 六圩镇, 六圩) är en köping i Kina. Den ligger i den autonoma regionen Guangxi, i den södra delen av landet, omkring 210 kilometer norr om regionhuvudstaden Nanning. Antalet invånare är 25110. Befolkningen består av 12 262 kvinnor och 12 848 män. Barn under 15 år utgör 18,0 %, vuxna 15-64 år 73 %, och äldre över 65 år 7,0 %.
Genomsnittlig årsnederbörd är 1 915 millimeter. Den regnigaste månaden är maj, med i genomsnitt 341 mm nederbörd, och den torraste är februari, med 46 mm nederbörd.